# Pasado simple
El pasado simple (en inglés, simple past) es el tiempo verbal que se usa en el idioma inglés para narrar hechos que ocurrieron en un momento específico del pasado. Corresponde en su significado aproximadamente al pretérito perfecto simple en español.
El pasado  simple generalmente va acompañado de expresiones temporales que hacen alusión al pasado, tales como, yesterday, last night/week/month/year/Tuesday, then, When?, How long ago...?, ago, in 1997, etc.

## Afirmativo
Cuando el verbo es regular, las afirmaciones se construyen usando el verbo en infinitivo y se les agrega la terminación -ed (o -d si el infinitivo termina en -e):
- Leonardo da Vinci painted the Mona Lisa. (Leonardo da Vinci pintó la Mona Lisa)
- The teacher used a red pencil to correct the exams. (La profesora usó un lápiz rojo para corregir los exámenes)

Cuando el verbo es irregular, la forma del pasado no se puede anticipar a partir de la forma de presente:
- I went fishing last weekend. (Me fui a pescar el fin de semana pasado).
- He bought a pencil. (Él compró un lápiz).

## Negativo
Para expresar una negación en tiempo pasado, es necesario utilizar, tanto en los verbos regulares como irregulares, el auxiliar en pasado más not (did not o didn't + el verbo en infinitivo):
- I didn't go to Barcelona last month. (No fui a Barcelona el mes pasado.)
- I didn't do my homework yesterday. (No hice mis deberes ayer.)

## Interrogativo
Para hacer preguntas es necesario utilizar el auxiliar did + el sujeto (I, you, he, she, it, we, they) + el verbo en infinitivo + el complemento:
- Did you see the thief's face? (¿Viste la cara del ladrón?)
- Did you visit your grandparents last week? (¿Visitaste a tus abuelos la semana pasada?)

## Usos
- Acciones que sucedieron en un tiempo específico en el pasado, ya sea conocido o implícito[3]
- Acciones que comenzaron y terminaron en el pasado
- Acciones en el pasado que no se repiten en el presente
- Acciones que sucedieron en un tiempo específico y que ya finalizaron